# 邢志汶
邢志汶（1932年—），上海人，中国舞蹈演员、编导、组织活动家，中国舞蹈家协会原副主席。